# Evangelische Kirche Feffernitz

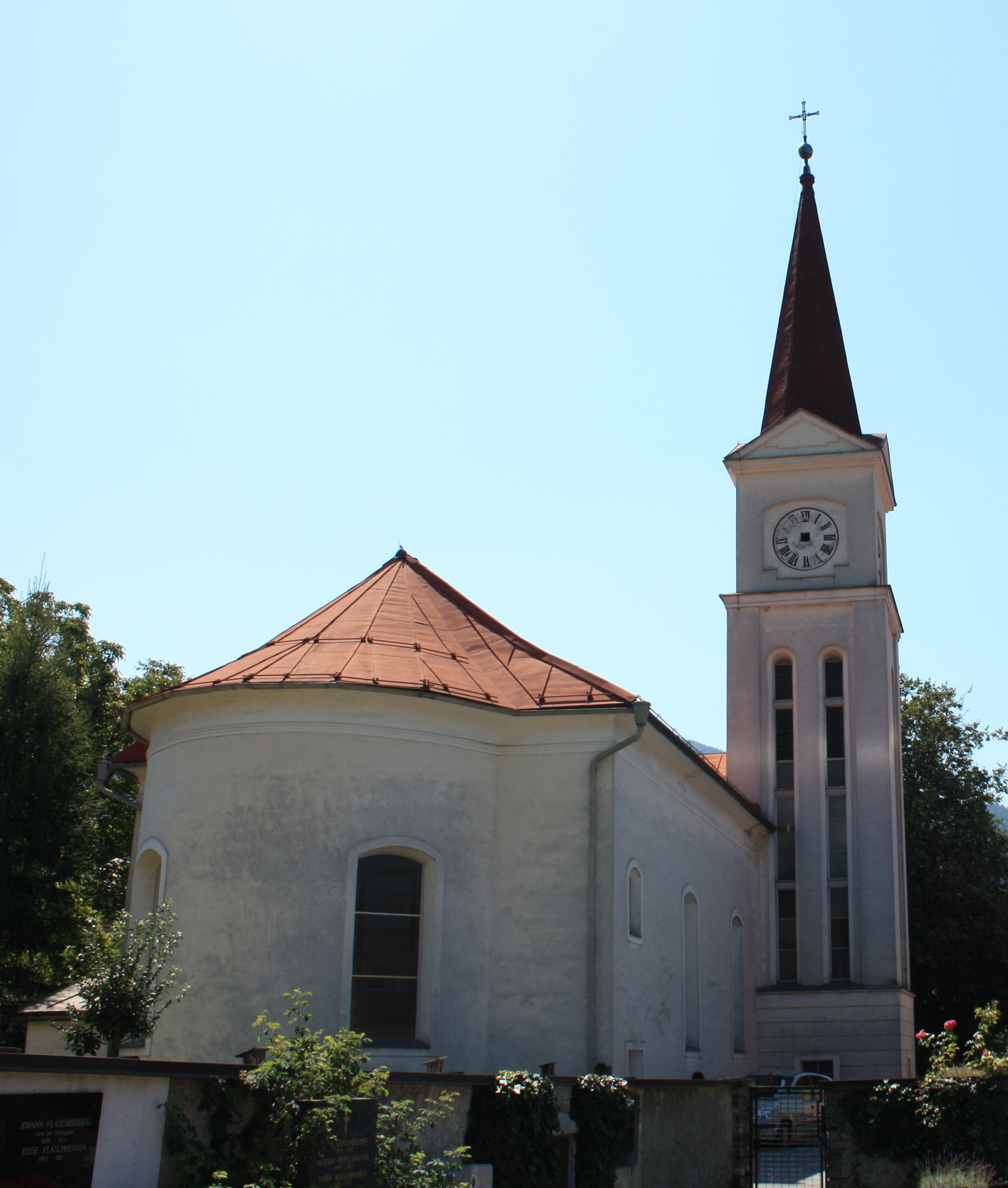
Die Evangelische Kirche Feffernitz

Die Evangelische Kirche Feffernitz ist die evangelische Pfarrkirche im Ort Feffernitz in der Marktgemeinde Paternion.
Die Kirche steht unter Denkmalschutz (Listeneintrag).

## Bauwerk
Das Toleranzbethaus wurde 1832 eingeweiht. Die Fassade ist klassizistisch. Das Langhaus ist dreijochig, mit Empore und einjochigem Chor. Der Turm stammt von 1911.

## Ausstattung
Der Altaraufbau ist spätbarock, mit einem neugotischen Bild. Die Orgel von einem Krainer Orgelbauer stammt von 1838.